# Griffin (посадочный модуль)
Griffin — автоматическая межпланетная станция (посадочный модуль), разработанная для американской программы Commercial Lunar Payload Services, компанией Astrobotic Technology. Первый запуск запланирован на сентябрь 2025.

## Конструкция
Посадочный модуль оборудован боковыми солнечными панелями для лучшей работы в полярных областях луны. Двигательная установка состоит из 5 главных двигателей каждый тягой 3,1 кН, а также из 12 двигателей ориентации каждый с тягой 111 Н. Система навигации такая же как и на Peregrine состоит из датчиков наземного положения, звездного трекера и доплеровского лидара.

## Характеристики
- Масса полезной нагрузки, планируемой к доставке на Луну: 625 кг

- высота: 2 м
- диаметр: 4,5 м[3]

- мощность: 625 Вт
- Продолжительность работы на поверхности 336 часов

## Полёты
| № | Название миссии     | Дата запуска  | Дата посадки | Логотип | Статус      |
| - | ------------------- | ------------- | ------------ | ------- | ----------- |
| 1 | Griffin Mission One | сентябрь 2025 |              |         | Планируется |